# 시그뮌뒤르 다비드 귄뢰이그손
시그뮌뒤르 다비드 귄뢰이그손(아이슬란드어: Sigmundur Davíð Gunnlaugsson, 1975년 3월 12일 ~ )는 아이슬란드의 정치인으로 소속 정당은 진보당이다. 2013년 5월 23일부터 2016년 4월 5일까지 아이슬란드의 총리를 역임하였다. 아이슬란드 대학교 기업경영학 박사 학위 출신이다.

## 파나마 페이퍼스 사건
2016년, 파나마 페이퍼스 사건에 권뢰익손 총리가 연루되어, 그의 정치 인생 최악의 위기를 맞았다. 권뢰익손 총리는 정치인들의 부정부패와 정치사범의 강력한 처벌을 내건 총리라, 아이슬란드 국민들에게 큰 충격을 주었다. 2016년 4월 4일, 인터뷰에서 사퇴하지 않겠다고 발표하였다. 결국 레이캬비크 등지에서 권뢰익손 총리 사퇴를 요구하는 대규모 집회가 일어났고, 권뢰익손은 총리직을 사퇴하였다.